# David Schildkraut
Pour les articles homonymes, voir Schildkraut.
Dave Schildkraut, de son vrai nom David Schildkraut est un saxophoniste alto de jazz américain né le 7 janvier 1925 à New York et décédé le 1er janvier 1998 à Darien, (Connecticut).

## Biographie
Dave Schildkraut commence sa carrière avec Louis Prima en 1941. Il accompagna notamment Buddy Rich (1946), Anita O'Day (1947), Stan Kenton (1953-54), Oscar Pettiford (1954), Miles Davis (Walkin' et Blue Haze, 1954), Tony Aless (1955), Ralph Burns et Tito Puente.
Dave Schildkraut est une figure du jazz, aujourd'hui souvent oubliée.
Il n'est pas crédité sur la couverture du disque Walkin du Miles Davis All Stars. Son bref solo sur le titre Solar est pourtant considéré par certains comme la meilleure contribution individuelle de sa carrière.

## Style
Son jeu est très proche de celui de Charlie Parker.

## Discographie
- 1979 : 'Last Date (Endgame Records)

### Comme sideman
- 1954 : Miles Davis 
  - Walkin’ (Prestige/OJC) ou The Complete Prestige Recordings (Prestige/OJC, 1951–56)
  - Blue Haze (Prestige)
- 1954 : Stan Kenton : Kenton Showcase (Capitol)
- 1954 : Oscar Pettiford : Basically Duke (Bethlehem)
- 1954 : Ralph Burns : Jazz Studio 5 (Bethlehem)
- 1955 : Eddie Bert : Let's Dig Bert, Trans-World Records TWLP-208
- 1955 : Pete Rugolo : Rugolomania (Columbia)
- 1957 : Tito Puente: Planet Jazz (RCA, 1957)